# Fórmula 1430
La Fórmula 1430 fue un campeonato de automovilismo español creado en 1971 por la FEA y SEAT. Durante los años 1973 y 1974 se denominó Fórmula SEAT 1430 debido al gran apoyo de esta marca al campeonato. Tras retirárselo, ésta volvió al nombre anterior. A partir de 1979 y hasta su clausura en 1985 pasó a denominarse Fórmula Nacional y sobrevivió gracias a una comisión organizadora integrada por el RACE, el RACC, las escuderías y los pilotos involucrados en el campeonato. 
Se trataba de un escalón de fórmulas de promoción similar de la actual Fórmula 4, con unos pequeños monoplazas equipados con el motor del SEAT 1430 acoplado a una caja de SEAT 600. Tenía el objetivo de que ofrecer una opción para saltar de la Copa Nacional Renault primero, y del karting después, a otras competiciones con automóviles más potentes o a los campeonatos europeos de fórmulas. 
Durante los años 74, 75 y 76, estuvo acompañada por la Fórmula 1800, con coches técnicamente similares pero de potencia equiparable a los Fórmula 3 de la época.

## Características técnicas[4]
Carrocería

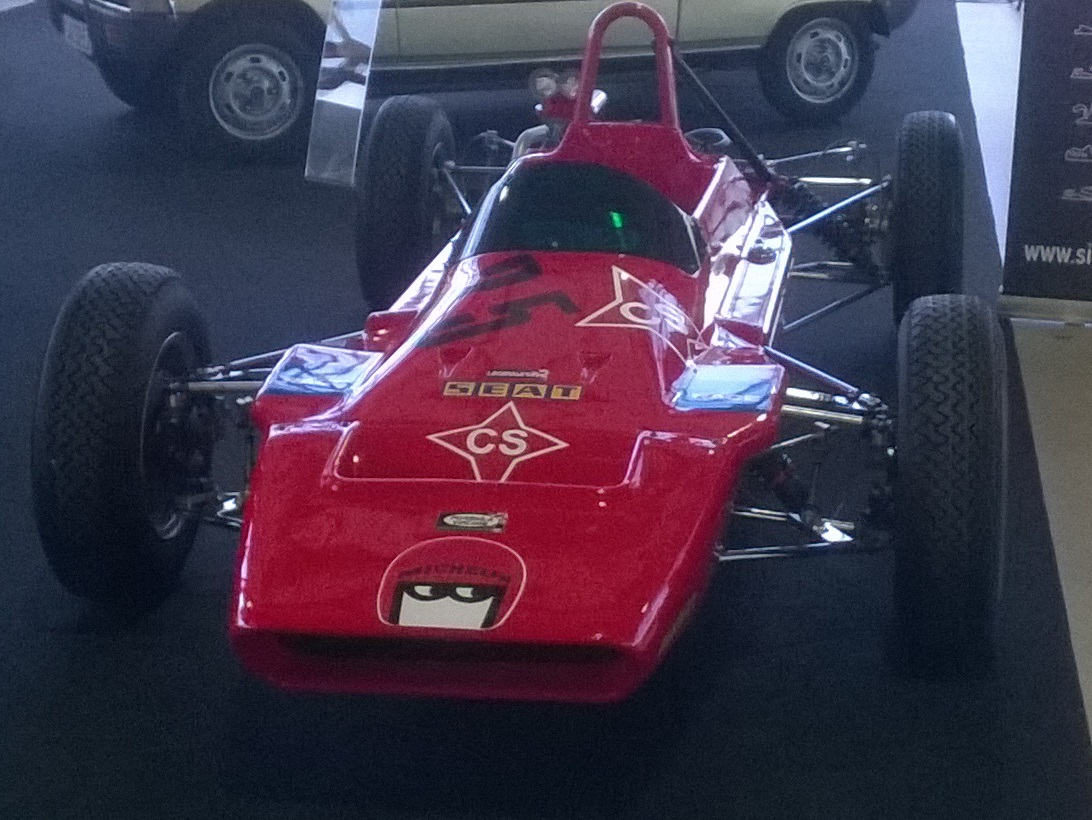
El Selex ST3 dominó las primeras temporadas

- Tipo: Monoplaza - Chasis o monocasco, con carrocería en poliéster.
- Vía mínima: 1,10 metros .
- Distancia entre ejes: 2 metros .
- Peso mínimo: 420 kilogramos (incluido extintor, aceite y agua).
- Capacidad máxima de combustible: 30 litros .

Dispositivos de Seguridad
- Arco de seguridad: De tubo de acero aleado con tirantes (s) de sujeción, y que ha de sobresalir un mínimo de 6 centímetros sobre el casco del piloto.
- Depósito del combustible: Los orificios de llenado no deben sobresalir de la carrocería, y ha de cumplir unas normas precisas de fijación, estanqueidad y respiraderos (situados éstos 25 centímetros detrás del habitáculo). También se autoriza el empleo de depósitos de seguridad recomendados por la C. S. I.
- Pantalla contra incendios: El habitáculo va aislado del motor por una placa metálica y otra de amianto de un grueso mínimo de 3 milímetros.
- Extintor: De una capacidad mínima de 5 kilogramos (polvo en seco), y accionable tanto desde el exterior como en el interior del habitáculo.
- Cortacorrientes: Ha de ser también doble, es decir, accionable por el piloto y desde el exterior.
- Cinturones de seguridad: Es válido tanto el de arneses, con 6 puntos de anclaje, como el sistema Saspa (arnés 4 puntos).
- Otras medidas: Los pilotos han de ir dotados de casco protector y de un traje especial incombustible tipo “Nonex”. Por su parte, las canalizaciones eléctricas y de combustible han de ir también lo más aisladas posible.

Sistema Eléctrico
Es el imprescindible para abastecer al encendido del vehículo, pudiendo ser el de serie del 1.430 o un sistema transistorizado de fabricación nacional. El motor de arranque es obligatorio, y puede ser suprimido el alternador, mientras que la batería es libre, siempre que sea de fabricación nacional.
Motor
- Tipo: Seat FD (1.430) idéntico al que equipa esta berlina de serie.
- Número de cilindros: 4 en línea.
- Diámetro: 80 milímetros .
- Carrera: 71,50 milímetros .
- Cilindrada total: 1.438 centímetros cúbicos.
- Potencia máxima (aproximada): 75 CV. (DIN).
- Relación peso/potencia (aproximado): 5,6 kilogramos por CV.
- Alimentación: Un carburador doble cuerpo Bressel 32 DHS-21, autorizándose la supresión o modificación del filtro de aire, la adición de trompetas de admisión, la supresión del starter, la sustitución del mando de depresión del segundo cuerpo por otro de apertura conjunta y utilización de bombas eléctricas de alimentación.
- Refrigeración: Radiador delantero (Selex) sin ventilador. Se autoriza el uso de varios radiadores y la anulación del ventilador, así como su sustitución por otro de mando eléctrico.
- Escape: Colectores de escape modificados de acuerdo con las normas impuestas por el C. D. I. para vehículos de la F-3 , manteniéndose a una altura del suelo entre los 30 y los 60 centímetros , y sin poder sobresalir más de 25 centímetros sobre la parte final del vehículo.
- Lubricación: A presión, activada por bomba de engranajes y con válvula de descarga. Presión normal de 4,5 a 6 kg/cm2; capacidad de aceite, 3,75 litros. Se autoriza el posicionamiento del filtro y su soporte en lugar distinto al previsto por el fabricante, y también el empleo de un radiador de aceite.

Transmisión
- Embrague: Monodisco en seco (peso mínimo del volante motor con su corona incorporada: 6,400 kilogramos , y peso mínimo del conjunto del plato a presión: 4,100 kilogramos ; siendo el peso del disco de embrague de 0,83 kilogramos ).
- Cambio: La carcasa de la caja de cambios es la utilizada de serie por los Seat 600-D u 850. Las relaciones opcionales homologadas además de la de serie, son las siguientes:

1.º: 13-44 — 3.884 1.º: 13-44 — 3.384 
2.º: 18-37 — 2.055 2.º: 17-33 — 1941 
3.º: 22-34 — 1.545 3.º: 19-29 — 1.526 
4.º: 25-31 — 1.240 4.º: 22-27 — 1.227
- Grupos homologados: 10 x 31,10 x 39 y 10 x 29.

Frenos
- Tipo: De disco a las cuatro ruedas, procedente de cualquier modelo de vehículo fabricado por Seat, y autorizándose la mecanización en sus perfiles exteriores.
- Circuito: Doble, actuando uno sobre las ruedas delanteras y otro sobre las traseras con total independencia.

Suspensión
- Sistema empleado: El reglamento sólo obliga a la utilización de una suspensión independiente a las cuatro ruedas, siendo el sistema más generalizado el de barras de torsión y pivotes, rótulas “Uniball”, muelles helicoidales y amortiguadores hidráulicos. También suelen ir dotados de barras estabilizadoras tanto en el eje delantero como en el trasero.

## Galería de monoplazas
F1430
|           |
| Selex ST3 |

|             |
| Selex ST3-E |

|           |
| Selex ST5 |

|           |
| Selex ST7 |

F1800
|           |
| Selex ST4 |

|                    |
| Flash-Martini MK12 |

|              |
| Martini MK15 |

## Palmarés[5]
| Año  | Piloto                   | Chasis        | Preparador         | Patrocinador principal     |
| ---- | ------------------------ | ------------- | ------------------ | -------------------------- |
| 1971 | Paco Josa                | Selex ST3     | Selex Competición  | BJC - Electrotecnia Josa   |
| 1972 | Salvador Cañellas        | Selex ST3     | Selex Competición  | CS                         |
| 1973 | Juan Ignacio Villacieros | Selex ST3     | Peyo - Villacieros | Veglia                     |
| 1974 | Federico van der Hoeven  | Selex ST3     | Flash Monthlèry    | Escudería Montjuich Tergal |
| 1975 | Luis G. Canomanuel       | Selex ST3     | Peyo               | Bendibérica                |
| 1976 | Pere Nogués              | Selex ST5     | Vimesa             | Saspa                      |
| 1977 | Miquel Molons, jr.       | Selex ST6     | Vimesa - Otermín   | Selex Competición          |
| 1978 | Juan Alonso de Celada    | Selex ST6     | Meycom Peyo        | Selex Competición          |
| 1979 | Manuel Valls             | Selex ST7     | Meycom Peyo        | Motul                      |
| 1980 | Enrique Llobell          | Selex ST7     | Meycom Peyo        | Lois                       |
| 1981 | José Luis Llobell        | Selex ST7     | Meycom Peyo        | Lois                       |
| 1982 | Ramón Rodríguez          | Martini MK-30 | Escudería Panadés  | Blanco Nuclear             |
| 1983 | Alain Poli               | Martini MK-30 | ?                  | Desguaces Caypa            |
| 1984 | Antonio Tucho Cutillas   | Martini MK-30 | Meycom             | Vaqueros Lee               |
| 1985 | Antonio Tucho Cutillas   | Martini MK-30 | Meycom             | Vaqueros Lee               |

### Fórmula 1800
| Año  | Piloto                   | Chasis        | Preparador      | Patrocinador principal          |
| ---- | ------------------------ | ------------- | --------------- | ------------------------------- |
| 1974 | Javier Juncadella        | Selex ST4     | Movi            | Selex Competición - Bendibérica |
| 1975 | Juan Ignacio Villacieros | Martini MK-12 | Ddauto - Vimesa | Marlboro                        |
| 1976 | Juan Ignacio Villacieros | Martini MK-12 | Vimesa          | Marlboro                        |